# PRIDE 4
PRIDE 4 fue un evento de artes marciales mixtas producido por PRIDE Fighting Championships, celebrado el 11 de octubre de 1998 en el Tokyo Dome de Tokio.

## Historia
Tras tres eventos exitosos, y con motivo del primer aniversario, KRS anunció que se llevaba a cabo una revancha entre el japonés Nobuhiko Takada y el brasileño Rickson Gracie, en la que, tras una larga y encarnizada pelea, Gracie volvió a llevarse la victoria.